# Peggy Beer
Peggy Beer (República Democrática Alemana, 15 de septiembre de 1969) es una atleta alemana retirada especializada en la prueba de heptatlón, en la que ha conseguido ser medallista de bronce europea en 1990.

## Carrera deportiva
En el Campeonato Mundial Junior de 1988 celebrado en Sudbury, Canadá, ganó el bronce en heptatlón, con una puntuación de 6067 puntos.
Dos años después, en el Campeonato Europeo de Atletismo de 1990, ganó la medalla de bronce en la competición de heptalón, con un total de 6531 puntos, quedando en el podio tras las también alemanas Sabine Braun (oro con 6688 puntos) y Heike Tischler (plata).